# Большая Зерикла
Большая Зерикла — река в России, протекает по территории Оренбургской области. Общая протяжённость реки Большая Зерикла — 18 километров. Площадь водосборного бассейна — 82,7 км².

## География и гидрология
Большая Зерикла — правобережный приток реки Ереуз, её устье находится в 2,1 километра от устья реки Ереуз (окрестности села Старомукменево). Исток реки находится в окрестностях села Филипповка.

## Данные водного реестра
По данным государственного водного реестра России, относится к Нижневолжскому бассейновому округу, водохозяйственный участок реки — Большой Кинель от истока и до устья, без реки Кутулук от истока до Кутулукского гидроузла, речной подбассейн отсутствует. Речной бассейн реки — Волга от верхнего Куйбышевского водохранилища до впадения в Каспий.
Код объекта в государственном водном реестре — 11010000812112100007800.